# Marlene Charell

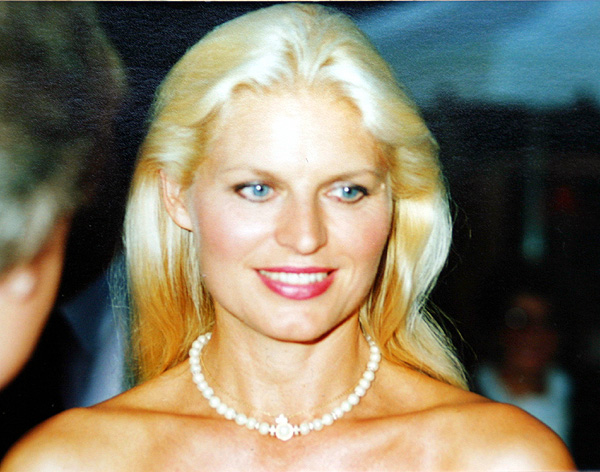
Marlene Charell nel 1987

Marlene Charell, nome d'arte di Angela Miebs (Francoforte sul Meno, 27 luglio 1944), è una cantante, showgirl e conduttrice televisiva tedesca.

## Biografia
Dal 1962 fino al 1968 riscosse molto successo come showgirl al cabaret Les Folies Bergère di Parigi, per poi  diventare la primadonna del Lido de Paris dal 1968 al 1970.
Divenne in seguito nota in diversi paesi come  Stati Uniti (soprattutto grazie alla partecipazione allo show Casino de Paris a Las Vegas), Francia, Canada, Inghilterra, Italia (dove è intervenuta al G. B. Show con Gino Bramieri), Austria e Svizzera.
È poi diventata una celebre presentatrice televisiva, conducendo tra l'altro l'Eurovision Song Contest nell'edizione 1983 che si svolse a Monaco di Baviera.
Marlene Charell è anche molto attiva in campo sociale e fornisce attivo sostegno ad organizzazioni umanitarie.